# Amerika (песня Rammstein)
«Amerika» (с нем. — «Америка») — пятнадцатый сингл группы Rammstein. Был выпущен в сентябре 2004 года в качестве второго сингла с их альбома Reise, Reise.

## Видеоклип
В видеоклипе показана глобализация и проникновение американской культуры во все уголки земного шара. Так, небольшое племя африканцев ест пиццу, буддисты едят гамбургеры и пьют колу, бедуин снимает кроссовки перед молитвенным ковриком и молится напротив газосжигательного факела нефтедобывающей установки, индиец закуривает Lucky Strike, и прочее. Все они при этом не забывают смотреть один из общемировых каналов по телевизорам, где Rammstein в костюмах астронавтов на Луне исполняют песню. Все показанные телезрители со счастливыми лицами поют «Мы все живём в Америке» («We’re all living in America»).
К концу клипа «астронавты» начинают беситься, кто-то вытаскивает пинбол. И в самом конце в кадр попадает съемочная площадка клипа — декорации, освещение, гримёр, тем самым намекая на лунный заговор. Клип заканчивается знаменитой фразой «Хьюстон, у нас проблемы».

## Живое исполнение
Впервые песня была представлена в октябре 2004 года. Исполнялась на каждом концерте тура Reise, Reise. 30 июля 2005 года, во время выступления в Гётеборге Тилль Линдеманн получил травму колена после того, как Флаке въехал в него на своём Segway PT. Во время Liebe ist für alle da тура исполнялась на двух концертах в Базеле и Женеве 18 и 19 ноября 2009 года. Исполнялась в первой части тура Made in Germany 1995–2011. Также песня исполнялась в фестивальном туре 2016-2019 почти на всех концертах.

## Список композиций
Немецкое издание
1. Amerika — 3:41
2. Amerika (English Version) — 3:40
3. Amerika (Digital Hardcore — Remix by Alec Empire) — 3:49
4. Amerika (Western Remix — Remix by Olson Involtini) — 3:14
5. Amerika (Andy Panthen & Mat Diaz’s Clubmix) — 4:05
6. Amerika (Electro Ghetto Remix — Remix by Bushido & Ilan) (featuring Bushido) — 4:32
7. Amerika (Jam & Spoon So Kann’s Gehen Mix) — 7:31
8. Mein Herz brennt (Orchesterlied V) (Album Version) — 5:37

UK Maxi-Single
1. Amerika — 3:41
2. Amerika (Digital Hardcore Mix — Remix by Alec Empire) — 3:49
3. Mein Herz brennt — 4:40
4. Ich will (Orchesterlied VII) — 5:34

UK Vinyl-Single
1. Amerika — 3:41
2. Wilder Wein — 5:43

UK DVD-Single
1. Amerika — Video — 4:16
2. Amerika, The making of — Video
3. Amerika (Single Version) — Audio Track

## Участники записи
- Тилль Линдеманн — вокал
- Рихард Круспе — соло-гитара, бэк-вокал
- Пауль Ландерс — ритм-гитара, бэк-вокал
- Оливер Ридель — бас-гитара
- Кристоф Шнайдер — ударные
- Кристиан Лоренц — клавишные

## Чарты
| Чарт (2004)                                | Позиция |
| ------------------------------------------ | ------- |
| Австралия (ARIA)                           | 81      |
| Австрия (Ö3 Austria Top 40)                | 3       |
| Бельгия/Фландрия (Ultratop 50)             | 36      |
| Бельгия/Валлония (Ultratip Bubbling Under) | 4       |
| Дания (Tracklisten)                        | 2       |
| Финляндия (Suomen virallinen lista)        | 10      |
| Франция (SNEP)                             | 89      |
| Германия (GfK)                             | 2       |
| Нидерланды (Dutch Top 40)                  | 22      |
| Норвегия (VG-lista)                        | 13      |
| Швеция (Sverigetopplistan)                 | 21      |
| Швейцария (Schweizer Hitparade)            | 5       |
| UK Singles (The Official Charts Company)   | 38      |
| US Mainstream Rock Songs (Billboard)       | 40      |